# Jay Poulter
Jay Poulter (1º luglio 2003) è uno sciatore alpino statunitense.

## Biografia
Specialista delle prove veloci originario di Stratton e attivo dal novembre del 2019, in Nor-Am Cup Poulter ha esordito il 21 novembre 2019 a Copper Mountain in slalom speciale (41º) e ha colto il primo podio il 10 dicembre 2021 a Lake Louise in supergigante (3º). Non ha debuttato in Coppa del Mondo né preso parte a rassegne olimpiche o iridate.

## Palmarès

### Nor-Am Cup
- Miglior piazzamento in classifica generale: 9º nel 2022, nel 2023 e nel 2024
- 2 podi:
  - 2 terzi posti

### South American Cup
- Miglior piazzamento in classifica generale: 18º nel 2024
- 2 podi:
  - 2 secondi posti

### Campionati statunitensi
- 1 medaglia:
  - 1 bronzo (slalom speciale nel 2023)